# 亚斯内机场
伊图鲁普机场（俄語：Аэропорт Итуруп，羅馬化：Aeroport Iturup）是一个位于俄罗斯远东联邦管区萨哈林州擇捉島（日本主張領有）的机场，位于库里尔斯克（紗那）东北7千米左右。伊图鲁普机场建于沼泽针叶林地带，是俄罗斯在苏联解体后新建的第一座机场。奥罗拉航空常年运营该机场往返南萨哈林斯克的航班。伊图鲁普机场竣工之后，极大地改善了库里尔斯克等地居民的出行状况。

## 历史
在伊图鲁普机场竣工之前，当地居民只能前往60千米外的海燕军用机场搭乘飞机。伊图鲁普机场竣工后，方便了中心城镇居民的出行所需。由于大雾等极端天气，海燕机场经常被关闭，而新建的伊图鲁普机场则保证了航班的准点率。自2014年9月以来，伊图鲁普机场一直处于商业运营状态。

## 设施
伊图鲁普机场仅有一条方向为13/31的跑道，其全长2300米，由混凝土铺装。机场同时也配备了仪表着陆系统，方便飞机着陆。

## 航空公司及目的地
| 航空公司   | 目的地       |
| ---------- | ------------ |
| 奥罗拉航空 | 南萨哈林斯克 |